# Tramonto (film 1939)
Tramonto (Dark Victory) è un film del 1939 diretto da Edmund Goulding.

## Trama
Judith (Giulia nel primo doppiaggio italiano) è una giovane ereditiera che trascorre le sue giornate tra l'ippodromo e il casinò. Poiché soffre di continui e laceranti mal di testa, e cadute per perdita di equilibrio, perdita di sensibilità tattile, si rivolge alle cure di uno specialista, il dottor Frederick (Federico) Steele. Il medico le diagnostica un tumore al cervello e la sottopone a delle cure, anche un intervento chirurgico, ma ben presto si accorge che non c'è rimedio: la ragazza è destinata a morire entro qualche mese, immediatamente dopo un'improvvisa cecità.
Frederick non riesce a dire la verità a Judith, ma Ann, sua segretaria e migliore amica, scopre il segreto dell'uomo e le svela che lei si è innamorata di lui. Essendo anche lui innamorato, si decide a dichiararsi, nascondendo però sempre la tragica verità.
Judith scopre però presto quello che lui cerca di tenerle nascosto, e, credendo che lui voglia sposarla soltanto per pietà, fugge.
Mentendo a tutti Judith ostenta sicurezza e miete successi con gli uomini e nelle corse con i cavalli. Compreso che Frederick la ama sinceramente e che anche lei non ha smesso di pensarlo, torna con lui e pianifica il matrimonio e il futuro insieme nel Vermont.
Dopo mesi di serenità il marito, chiamato per un importante consesso medico a New York, parte da solo, ignaro che Judith abbia appena perso la vista a causa del tumore. Nel salutarlo, lei gli fa capire che è pronta ad accettare la morte e che lo ha perdutamente amato, tuttavia, non gli rivela che la sua fine è, ormai, solo una questione di ore. Lo lascia partire sereno, con la convinzione che si rivedranno al di lui ritorno. Si corica sul letto, e aspetta la fine.

## Produzione
Il film fu prodotto dalla First National Pictures e dalla Warner Bros. Pictures.

## Distribuzione
Distribuito dalla Warner Bros. Pictures, il film fu presentato in prima il 20 aprile 1939; uscendo poi nelle sale cinematografiche degli Stati Uniti il 22 aprile. In Italia venne distribuito il 21 novembre 1946.

### Edizione italiana
La prima edizione italiana del film, realizzata direttamente negli Stati Uniti avvalendosi di un gruppo di attori oriundi o immigrati italiani, è caratterizzata dall'italianizzazione dei nomi di alcuni personaggi: Judith Traherne diventa Giulia Traelli, Frederick diventa Federico, Michael diventa Michele e Ann diventa Anna. Inoltre fu rimossa la scena in cui Giulia è ubriaca in un locale insieme ad Alec e canta "Oh! Give Me Time for Tenderness" (la scena fu poi reintegrata, in inglese sottotitolato, nell'edizione DVD). Il film fu poi ridoppiato per la trasmissione su Raitre il 4 luglio 1990; questa edizione, utilizzata esclusivamente nelle trasmissioni sulle reti Rai, è integrale e utilizza i nomi originali, ma il doppiaggio fu eseguito senza la colonna internazionale, sostituendo musica ed effetti sonori presenti durante i dialoghi.

## Riconoscimenti
Nel 1940 è stato candidato ai seguenti Premi Oscar: 
- miglior film
- miglior attrice (Bette Davis)
- miglior colonna sonora (originale)